# Gyrinocheilidae
De algeneters (Gyrinocheilidae) zijn een familie van straalvinnigen uit de superfamilie Cobitoidea en de orde van de karperachtigen (Cypriniformes). Tot deze familie behoort maar één geslacht, meer bepaald Gyrinocheilus.
De mond van deze vissen heeft zich ontwikkeld tot een zuigmond. Hiermee kunnen zij zich vastklampen aan voorwerpen in het snel bewegende water van hun habitat. Ze leven namelijk in snelstromende rivieren van Zuid- en Zuidoost-Azië. De vissen zitten voornamelijk in de onderste waterlagen, dicht bij de bodem, waar ze continu bezig zijn met het zoeken naar voedsel (algen).
Een unieke ontwikkeling bij deze vissen, is dat ze twee verschillende openingen bezitten in hun kieuwspleten. Langs deze opening kunnen de vissen water opnemen waar zuurstof uitgehaald wordt voor hun ademhaling. Vervolgens wordt dit water langs de tweede opening terug verwijderd. De vissen ademen dus zonder water met de mond op te nemen. Deze heeft hij namelijk te intensief nodig om zich vast te klampen aan rotsen e.d. in de zeer snelstromende rivieren waarin hij leeft.

## Geslachten
- Gyrinocheilus Vaillant, 1902